# ЖФК Челси
Женски фудбалски клуб Челси (енгл. Chelsea Football Club Women, Chelsea Ladies Football Club) је фудбалски клуб са седиштем у Фуламу у Енглеској. Од 2004. године клуб је био повезан са "Челси", мушком екипом у Премијер Лиги.

## Историја
ЖФК Челси је формиран 1992. године након што су навијачи желели и женски фудбалски клуб. У јуну 2004. године,"Челси" даме су гласале за то да буду прихваћене и финансиране од стране Челсија. 